# Spomenka Milojević
Spomenka Milojević, coniugata Lazarević (in serbo Споменка Милојевиц-Лазаревиц?; 19 giugno 1945), è un'ex cestista jugoslava.

## Carriera
Con la Jugoslavia ha disputato due edizioni dei Campionati mondiali (1964, 1967) e tre dei Campionati europei (1962, 1964, 1968).